# Schaaknotatie
Schaaknotatie is de wijze waarop de zetten van een schaakpartij worden vastgelegd.
In de schaaksport is het gebruikelijk om de zetten die gespeeld zijn, op te schrijven, zodat de schaakpartij later nagespeeld en geanalyseerd kan worden. Bij officiële partijen zijn beide spelers verplicht hun eigen zetten en die van hun tegenstander op de voorgeschreven wijze te noteren. De genoteerde zetten kunnen dan ook in voorkomende gevallen door de scheidsrechter gebruikt worden om beslissingen te staven.

## Velden
Het schaakbord bestaat uit rijen (vanuit het standpunt van de spelers horizontaal) en lijnen (verticaal).  Vanuit het standpunt van wit dragen de lijnen van links naar rechts de kleine letters van a tot en met h en dragen de rijen nummers van 1 tot en met 8. De velden worden aangeduid met de letter van de lijn gevolgd door het nummer van de rij, dus van a1 tot en met h8.
De witte stukken staan bij het begin van de partij dus op de eerste en tweede rij; de zwarte stukken op de zevende en achtste.
Er zijn twee vormen van notatie, de (gewone) lange vorm en de korte. Bij beide vormen is uit de notatie eenduidig de genoteerde zet af te leiden.

## Stukken
De stukken worden in de regel aangeduid met de beginletter. Dit is steeds een hoofdletter. De letter is afhankelijk van de taal. In een gedrukte tekst voor een internationaal publiek worden er soms symbolen gebruikt in plaats van letters.
| Nederlands | Engels   | Duits    | Frans    | Russisch    | Spaans  | Internationaal |
| ---------- | -------- | -------- | -------- | ----------- | ------- | -------------- |
| Koning     | King     | König    | Roi      | Кр (Korolj) | Rey     | ♚              |
| Dame       | Queen    | Dame     | Dame     | Ф (Ferz)    | Dama    | ♛              |
| Toren      | Rook     | Turm     | Tour     | Л (Ladia)   | Torre   | ♜              |
| Loper      | Bishop   | Läufer   | Fou      | С (Slon)    | Alfil   | ♝              |
| Paard      | kNight ¹ | Springer | Cavalier | К (Konj)    | Caballo | ♞              |

¹ ook wel Kt
Voor de pion wordt in de schaaknotatie de letter of het symbool weggelaten.

## Nummering
De zetten worden genummerd vanaf 1, waarbij een paar van zetten (een van wit en een van zwart) samen genummerd worden. Zo volgt op de eerste zet van wit, de eerste van zwart: 
Bijvoorbeeld: 1. e2-e4 e7-e5 2. f2-f4 e5×f4.
Begint men met een zet van zwart (bijvoorbeeld na commentaar), dan  wordt de zet van zwart voorafgegaan door een paar punten. 
Bijvoorbeeld: Het voor de hand liggende 12. Pg5-e4? is niet goed, want dan volgt 12. ... Le3-g1!
Gaat men uit van een bepaalde stelling, dan kunnen de zetten vanaf 1 genummerd worden. Men ziet dit vaak in schaakproblemen. De opgave is bijvoorbeeld “Wat moet wit in deze stelling doen?” en het antwoord is 1. Pe4-f6! hoewel het in werkelijkheid beslist niet de eerste zet van de partij is.

## Lange en korte notatie
Men maakt onderscheid tussen een lange en een korte notatie. Wordt een schaakpartij in twee kolommen genoteerd, dan gebruikt men meestal de lange notatie. Daartussen wordt vaak commentaar geplaatst met alternatieve zetten, en daarvoor wordt de korte notatie gebruikt.
Bijvoorbeeld:
| 13                                     | Pa4-b6 | d4-d3  |
| 14                                     | Lf1×d3 |        |
| Noodzakelijk, anders volgt 14 ... Db1# |        |        |
| 14                                     | ...    | Db7-b2 |

### De lange notatie
Men noteert de letter of het symbool van het te zetten stuk (zie tabel hierboven), het veld waar het stuk vanaf komt, een liggend streepje en het veld waar het stuk naartoe gaat, bijvoorbeeld: Pa3-b5.
Als er een stuk genomen wordt, wordt het liggend streepje vervangen door een kruisje: bijvoorbeeld Pa3×b5.
Bij uitzondering wordt ook vermeld welk stuk er geslagen werd: Pa3×Lb5. Dit wordt wel de omkeerbare algebraïsche notatie genoemd, omdat het mogelijk is de oorspronkelijke stelling te herstellen.

### De korte notatie
Bij de korte notatie wordt meestal niet vermeld waar het stuk vandaan komt. Men noteert de letter of het symbool van het te zetten stuk, en het veld waar het naartoe gaat. Bijvoorbeeld Da4 betekent: Dame gaat naar veld a4. Bij een pionzet wordt alleen genoteerd waarheen de pion gezet wordt: e4.
Bij de korte notatie moet er steeds op gelet worden dat de notatie niet dubbelzinnig is. Als er twee gelijke stukken zijn die naar hetzelfde veld kunnen, wordt eerst de rij of de kolom genoteerd waar het stuk vandaan komt. Bijvoorbeeld: Tae4 betekent: de toren op de a-lijn gaat naar e4, terwijl er een andere toren op de 4e rij, of e-lijn staat, die ook naar e4 kan worden gespeeld. Een voorbeeld waarbij een van de torens op de d-lijn verplaatst wordt is T4d3.
Het slaan van een stuk wordt genoteerd met een '×' tussen de beginletter van het stuk en het veld van aankomst: T×d3. Als er met een pion geslagen wordt, moet de lijn van vertrek worden aangegeven (ook als er maar één pion is die op het aangegeven veld kan slaan), daarna een '×', dan het veld van aankomst: f×e7. Soms volstaat men zelfs met fe.
Ook kan in plaats van een '×' een dubbele punt na het veld van aankomst geschreven worden: Td3:, fe7:. Dat was in het verleden gangbaar.

### In computerprogramma's
Dan moet nog de notatie worden vermeld die door computerprogramma's kan worden gebruikt om het spelverloop in een bestand op te slaan. Hierbij noteren veel programma's alleen het veld van herkomst en bestemming, bijvoorbeeld f2g4. Het stuk waarmee gezet wordt, wordt niet aangegeven en er staat ook niet bij of een stuk geslagen wordt. De rokade wordt genoteerd als een zet met de koning, bijvoorbeeld e1g1. De hele zet kan in twaalf bits worden opgeslagen: f2g4 wordt dan 101 001 110 011. Alleen bij pionpromotie lijkt dat onvoldoende, er moet ook worden aangegeven tot welk stuk er gepromoveerd wordt. Een populaire oplossing daarvoor is dat het nummer van de lijn (altijd 8 voor wit en 1 voor zwart) daarvoor wordt opgeofferd, dus e7×f8D wordt genoteerd als e7fD, en ook dan zijn twaalf bits voor de hele zet voldoende.

## Rokade
Voor rokades is er een aparte notatie:
- korte rokade: O-O
- lange rokade: O-O-O

Computerprogramma's noteren een rokade soms als een zet met de koning, bijvoorbeeld Ke1-g1 of kortweg e1g1. Dat geeft geen verwarring, omdat dit geen geldige koningszet kan zijn anders dan de rokade.

## Angelsaksische of Engelse notatie
De hierboven beschreven, internationaal erkende notatie wordt wel de algebraïsche notatie genoemd. Een verouderde notatievorm is de Angelsaksische of Engelse beschrijvende notatie. Men vindt deze notatie vooral in oudere Engelstalige boeken, ongeveer tot 1970.

## Verdere toevoegingen
Achter deze notaties kan nog worden aangegeven:
- En passant slaan: e.p.
- Bij pionpromotie, het stuk dat gekozen wordt, bijvoorbeeld: a7×b8D of ab8:D
- Schaak: † of +
- Dubbelschaak: †† (niet verplicht)
- Mat: #
- Pat: geen symbool bekend

Zijn er meerdere van deze toevoegingen, dan komen ze in de gegeven volgorde, dus eerst e.p., daarna †.

## Annotaties voor zetten
In de literatuur worden verder de volgende aanduidingen achter zetten gebruikt. Deze tekens zijn niet specifiek voor het schaakspel, ook bij andere spellen, zoals dammen, worden deze annotaties gebruikt. Deze tekens komen ná de hierboven genoemde #Verdere toevoegingen:
- Een sterke zet: !
- Een zeer sterke zet: !!
- Een interessante zet: !?
- Een dubieuze zet: ?!
- Een slechte zet: ?
- Een blunder: ??

De uitroep- en vraagtekens kan men lezen als “Goed zo! Hoera!” en als “Waarom doet hij dat?”
Een zet krijgt een uitroepteken als het een sterke zet is die niet voor de hand ligt. Een dergelijke zet is vaak zeer geschikt als sleutelzet in een schaakprobleem. Een openingszet als 1. e2-e4 is ongetwijfeld een sterke zet en een zet waarmee de tegenstander mat wordt gezet kan ook niet als een blunder worden beoordeeld. Toch zal men deze zetten niet van een uitroepteken voorzien.
Een slechte zet is, wiskundig gezien, beter te definiëren. Als een speler de winst kan afdwingen en dat voordeel verspeelt, dan heeft hij een slechte zet gedaan. Het schaakspel is echter zo gecompliceerd dat meestal, zelfs met de snelste computers, niet met zekerheid kan worden vastgesteld of dit het geval is.
De plaatsing van deze annotaties hangt natuurlijk af van het oordeel van de schrijver.
De annotaties kunnen afhankelijk zijn van de sterkte van de speler; een meester wordt strenger beoordeeld dan een beginner. Anders gezegd, doen een sterke en een zwakke speler in dezelfde situatie dezelfde zwakke zet, dan krijgt de sterke speler eerder een vraagteken dan de zwakke speler. Voor het uitroepteken geldt het omgekeerde.
Het is denkbaar dat een speler ten onrechte capituleert en dan kan men schrijven “Wit geeft het op...?”

## Einde van het spel
Aan het einde schrijft men:
- Zwart wint: 0-1 of wit geeft het op
- Wit wint: 1-0 of zwart geeft het op
- Remiseaanbod: (=)
- Remise: ½-½

## Namen van de spelers en uitslag
Noemt men de namen van de spelers, dan komt de witspeler eerst. Aan het einde kan men de uitslag schrijven, 1-0, 0-1 of ½-½.  Enkele voorbeelden:
| Keres 1 Aljechin 0 Keres-Aljechin 1-0   | Keres (wit) wint van Aljechin (zwart).                                                  |
| Boey 0 Gottardi 1 Boey-Gottardi 0-1     | Boey (wit) verliest van Gottardi (zwart).                                               |
| Kruse ½ Simmelink ½ Kruse-Simmelink ½-½ | remise tussen Kruse (wit) en Simmelink (zwart)                                          |
| 1-0                                     | Wit wint.                                                                               |
| Wit geeft het op                        | Zwart wint.                                                                             |
| Wit geeft het op?                       | Hoewel Wit er niet slecht voor staat, besluit hij op te geven en zwart te laten winnen. |

## PGN (Portable Game Notation)
Schaakdatabaseprogramma's, zoals ChessBase en ook andere schaakprogramma's, gebruiken veelal PGN als bestandsformaat om partijen met elkaar uit te wisselen. Schaakwebsites gebruiken vaak PGN-bestanden om partijen aan te bieden aan de bezoeker, bijvoorbeeld van een bepaald toernooi of een bepaalde speler.
Het PGN-formaat is een gewoon tekstformaat dat ook zonder schaakprogramma gelezen kan worden. Voor de notatie van de zetten wordt de korte notatie gebruikt, waarbij de stukken met de Engelse letters worden aangeduid.